# 費拉爾托夫
费拉尔托夫（德語：Fehraltorf）是瑞士联邦苏黎世州普费菲孔区的市镇。该市镇面积为9.48平方千米，海拔高度530米，2018年12月31日人口数为6,434。

## 外部連結
- 费拉尔托夫官方网站 （页面存档备份，存于） （德文）